# Șoarș
Șoarș (no passado: Șaroșa ou Șoarșiu; em dialeto saxão transilvano: Schuarsch ou Šuerš; em alemão: Scharosch ou Scharesch; em húngaro: Sáros) é uma comuna romena localizada no distrito de Brașov, na região histórica da Transilvânia. A comuna possui uma área de 166,9 km² e sua população era de 1 860 habitantes segundo o censo de 2007.